# Малая Задоевка
Малая Задоевка (Малозадоевский) — село в Кизлярском районе Дагестана. Входит в состав Большезадоевского сельсовета.

## Географическое положение
Населённый пункт расположен на левом берегу реки Старый Терек, в 3 км к востоку от центра сельского поселения — село Большезадоевское и в 12 к северо-востоку от города Кизляр.

## Население
| 1926 | 1970 | 1989 | 2002 | 2010 | 2021 |
| ---- | ---- | ---- | ---- | ---- | ---- |
| 84   | ↘55  | ↗86  | ↘17  | ↗28  | ↗30  |

Национальный состав
По данным Всесоюзной переписи населения 1926 года:
| № | Национальность | Численность, чел. | Доля |
| - | -------------- | ----------------- | ---- |
| 1 | русские        | 17                | 20 % |
| 2 | украинцы       | 67                | 80 % |

По данным Всероссийской переписи населения 2010 года:
| № | Национальность | Численность, чел. | Доля  |
| - | -------------- | ----------------- | ----- |
| 1 | аварцы         | 28                | 100 % |

По данным Всероссийской переписи населения 2010 года, в селе проживало 28 человек (13 мужчин и 15 женщин).
До конца 1970-х годов в селе преобладало русское население. Начиная с 1980-х годов и по настоящее время наблюдается отток коренного русскоязычного населения из села.